# 니시테쓰 다자이후선
서일본 철도 다자이후 선(일본어: 太宰府線)은 후쿠오카현 지쿠시노시의 니시테쓰 후쓰카이치 역에서 후쿠오카 현 다자이후시의 다자이후역까지를 연결하는 서일본 철도(니시테쓰)의 철도 노선이다.
덴진오무타 선에서 분기 해 다자이후 시내의 중심부를 지나는 노선으로, 연선은 주택지와 고교・대학이 많으며, 또 다자이후 천만궁이나 규슈 국립 박물관 등의 수많은 관광지가 있어, 후쿠오카 도시권내의 통근・통학 노선으로서의 역할과 관광지로 연결하는 역할을 겸비한다.

## 운행 형태
노선에는 보통 열차만 운행되고 있어 평일은 매시 4개 운행되고 있다. 대부분의 열차가 니시테쓰 후쓰카이치-다자이후간의 선내 왕복 열차이며, 일부 열차가 덴진오무타 선의 지쿠시역・니시테쓰 오고리 역・니시테쓰 후쿠오카(덴진) 역까지 직통한다. 오전 중에는 후쿠오카(덴진)발 다자이후 행의 직통 급행이 운행되고 있지만, 다자이후 선에서는 보통 열차가 된다.
12월 31일부터 1월 1일에 있어서는 덴진오무타 선과 함께 철야 운전을 해 다자이후 천만궁으로의 참예자가 대부분 이용한다. 1월 1일・2일・3일에는, 다자이후 천만궁으로의 첫 참배객 대책으로 정월 다이어(덴진오무타 선 니시테쓰 후쿠오카(덴진) -니시테쓰 오고리간도 마찬가지)가 되어, 니시테쓰 후쿠오카(덴진) -다자이후간의 직통 급행 「첫 참배호」(헤드 마크 첨부)가 운행된다. 덧붙여 첫 참배호는 통상의 급행 운용의 6량 편성으로 운용되어 선내 왕복 열차에도 사용하기 위해, 니시테쓰 후쿠오카(덴진) 역과 다자이후 역에서는 헤드 마크의 설치・제외 작업을 한다.

## 역사
1902년(메이지 35년) 5월 15일에 설립된 다자이후 마차철도에 의해 건설된 노선이다. 당초는 초대 규슈 철도(국유화에 의해 가고시마 본선이 된다) 후쓰카이치역과 다자이후 사이를 묶는 궤간 914mm의 마차철도로서 건설되었다. 그 후, 마력(馬力)에서 증기 동력으로의 동력 변경을 거쳐 2대 규슈 철도(현재의 니시테쓰 덴진오무타 선의 전신)의 산하에 들어가, 1927년(쇼와 2년)에는 다자이후-후쓰카이치(현재의 니시테쓰 후쓰카이치 역)간이 1435mm 궤간에 개궤와 동시에 전철화되어 규슈 철도의 지선적 존재가 되었다. 나머지 후쓰카이치-후쓰카이치 역전간은 궤간 914mm의 증기 동력 사용인 채 당분간 영업이 계속되었지만, 1929년에 폐지되었다.
그 후, 1934년(쇼와 9년)에 모회사였던 규슈 철도에 흡수 합병되어 다자이후 선이 되었다.

### 연표
- 1902년(메이지 35년) 5월 1일 다자이후 마차철도에 의해 다자이후-후쓰카이치 역전(유마치 입구)간이 개업.
- 1902년(메이지 35년) 5월 15일 다자이후 마차철도 설립.
- 1907년(메이지 40년) 7월 17일 다자이후 마차철도가 다자이후 궤도로 회사명 변경.
- 1913년(다이쇼 2년) 1월 20일 동력을 마력(馬力)에서 증기로 변경.
- 1927년(쇼와 2년) 9월 24일 다자이후-후쓰카이치(현재의 니시테쓰 후쓰카이치 역)간을 1435mm 궤간으로 개궤해 전철화.
- 1929년(쇼와 4년) 9월 5일 후쓰카이치-후쓰카이치 역전(유마치 입구)간이 폐지.
- 1934년(쇼와 9년) 6월 30일 규슈 철도가 다자이후 궤도를 합병, 다자이후 선이 된다.
- 1938년(쇼와 13년) 12월 1일 다자이후-후쓰카이치간을 궤도법에서 지방철도법 준거로 변경.
- 1942년 9월 19일 규슈 전기 궤도가 규슈 철도를 합병.
- 1942년(쇼와 17년) 9월 22일 규슈 전기 궤도가 서일본 철도로 개칭, 동사의 다자이후 선이 된다.
- 2006년(헤세이 18년) 10월 31일 니시테쓰 후츠카이치 역 동쪽 출입구 역전 계획 도로(지방도로 581호)가 에노키 사(다자이후시)까지 개통. 이것에 의해 기존의 건널목이 보행자 전용이 되어, 건널목 1곳이 철거되었다.
- 2008년(헤세이 20년) 5월 18일 IC 카드 nimoca 도입.

## 역 목록
- 모든 역이 후쿠오카현내에 소재.

| 역명                   | 영업 거리 | 접속 노선                  | 소재지     |
| ---------------------- | --------- | -------------------------- | ---------- |
| 니시테쓰 후쓰카이치 역 | 0.0       | 서일본 철도：덴진오무타 선 | 지쿠시노시 |
| 니시테쓰 고조 역       | 1.4       |                            | 다자이후시 |
| 다자이후역             | 2.4       |                            | 다자이후시 |